# Глобарица
Глобарица је насељено мјесто у општини Жепче, Босна и Херцеговина.

## Историја
Глобарица је до 2001. био у саставу општине Маглај.

## Становништво
|             | 2013.        | 1991.        | 1981.        | 1971.          |
| Укупно      | 637 (100,0%) | 823 (100,0%) | 775 (100,0%) | 1 567 (100,0%) |
| Хрвати      | 630 (98,90%) | 754 (91,62%) | 735 (94,84%) | 1 507 (96,17%) |
| Бошњаци     | 4 (0,628%)   | 47 (5,711%)1 | 21 (2,710%)1 | 46 (2,936%)1   |
| Босанци     | 2 (0,314%)   | –            | –            | –              |
| Срби        | 1 (0,157%)   | –            | 8 (1,032%)   | 10 (0,638%)    |
| Југословени | –            | 15 (1,823%)  | 10 (1,290%)  | 1 (0,064%)     |
| Остали      | –            | 7 (0,851%)   | 1 (0,129%)   | 3 (0,191%)     |

1. 1 На пописима од 1971. до 1991. Бошњаци су пописивани углавном као Муслимани.